# Norte (berg)
Norte är ett berg i Antarktis. Det ligger i Sydshetlandsöarna. Argentina, Chile och Storbritannien gör anspråk på området. Toppen på Norte är 298 meter över havet, eller 83 meter över den omgivande terrängen. Bredden vid basen är 1,5 km.
Terrängen runt Norte är huvudsakligen kuperad, men österut är den platt. Havet är nära Norte åt nordväst. Trakten är obefolkad. Det finns inga samhällen i närheten. 